# Liedjesfabriek
De Liedjesfabriek is een in 2008 opgerichte Nederlandse stichting die tot doel heeft zieke kinderen en jongeren met behulp van muziek een verzetje te bieden tijdens hun verblijf in het ziekenhuis. Medewerkers van de stichting schrijven samen met de kinderen tekst en muziek van een liedje en nemen vervolgens een videoclip op. Daartoe gebruikt de stichting een mobiele opnamestudio, een groene kist op wieltjes genaamd de Liedjesmachine. De Liedjesfabriek is actief in Nederlandse (kinder)ziekenhuizen en bij Villa Pardoes, een vakantieverblijf voor ernstig zieke kinderen. De stichting won in 2018 de Paul van Vliet Award.